# شورای دولت
شورای دولت نهادی  حکومتی در کشور بخشی از کشور است، با عملکردی متنوع بسته به اختیارات قانونی. این اصلطلاح ممکن است نام رسمی هیئت‌دولت باشد، یا به نهادی مشاوره‌ای و غیراجرایی مرتبط با رئیس کشور اشاره داشته‌باشد. در برخی کشورها عملکرد دادگاه عالی اجرایی را دارد یا هم‌ارز شورای همدمان است.

## منبع‌ها
1. ↑  "Definition of COUNCIL OF STATE". www.merriam-webster.com (به انگلیسی). Retrieved 2020-04-02.
2. ↑  "Head of state". Encyclopedia Britannica (به انگلیسی). Retrieved 2020-04-03.
3. ↑  "Österreichischer Verwaltungsgerichtshof - English Information". www.vwgh.gv.at. Retrieved 2020-04-03.
4. ↑  "Council of State | Indian government". Encyclopedia Britannica (به انگلیسی). Retrieved 2020-04-02.
5. ↑  "Signing into eresources, The University of Sydney Library". login.ezproxy1.library.usyd.edu.au. Retrieved 2020-04-07.